# Шубар (Кербулацький район)
Шуба́р (каз. Шұбар) — село у складі Кербулацького району Жетисуської області Казахстану. Адміністративний центр Шубарського сільського округу.
У радянські часи село називалось Чкалово.
Населення — 1040 осіб (2021; 1151 у 2009, 1429 у 1999, 1391 у 1989).